# Mileham
Mileham – wieś w Anglii, w hrabstwie Norfolk, w dystrykcie Breckland. Leży 34 km na zachód od Norwich i 152 km na północny wschód od Londynu.
W 2001 miejscowość liczyła 538 mieszkańców.